# Forze terrestri militari mondiali
Questa lista delle forze terrestri militari mondiali raccoglie (in ordine alfabetico) i nomi attuali e storici con le relative bandiere di quelle forze militari che possono essere considerate come l'esercito regolare di uno Stato sovrano; eventuali ulteriori forze terrestri, militari o paramilitari, di uno Stato sovrano sono indicate solo quando sono costituite in forza armata indipendente dall'esercito. Non sono invece indicate in questa lista le forze paramilitari espressione di movimenti politici od organizzazioni non riconosciute da alcun governo nazionale, le forze militari (anche regolari) di quelle entità che non possono essere considerate come uno "Stato sovrano", le unità di fanteria di marina, di gendarmeria e di polizia (militare o civile) anche quando sono costituite in forza armata indipendente. I nomi in corsivo indicano i casi in cui il territorio, pur essendo effettivamente uno Stato sovrano, non è riconosciuto come tale dalla totalità della comunità internazionale.
Alla fine della pagina si trova una lista di nazioni non più esistenti, che hanno adottato una forza armata organizzata nel corso della loro storia.

## A
| Nazione           |                                                           | |                                                           | Anno di fondazione |
| Nazione           | Forze terrestri Nome in lingua originaleAttualePrecedente | Forze terrestri Nome in lingua originaleAttualePrecedente                                                                      | Forze terrestri Nome in lingua originaleAttualePrecedente | Anno di fondazione |
| ----------------- | --------------------------------------------------------- | --- | --------------------------------------------------------- | ------------------ |
| Abcasia           |                                                           | Esercito dell'Abcasia ? |                                                           | 1992               |
| Afghanistan       |                                                           | Esercito nazionale dell'Afghanistan د افغانستان ملي اردو (Afghan Melli-e Ourdou)                                               |                                                           | 2002               |
| Afghanistan       |                                                           | Esercito dello Stato islamico dell'Afghanistan (mujahidin) ?                                                                   |                                                           | 1996 - 2001        |
| Afghanistan       |                                                           | Esercito dell'Emirato islamico dell'Afghanistan (Taliban) ?                                                                    |                                                           | 1996 - 2001        |
| Afghanistan       |                                                           | Esercito dello Stato islamico dell'Afghanistan ?                                                                               |                                                           | 1992 - 1996        |
| Afghanistan       |                                                           | Esercito repubblicano afghano ?                                                                                                |                                                           | 1983 - 1992        |
| Afghanistan       |                                                           | Esercito afghano ? |                                                           | 1980 - 1983        |
| Afghanistan       |                                                           | Esercito repubblicano afghano ?                                                                                                |                                                           | 1973 - 1979        |
| Afghanistan       |                                                           | Reale esercito afghano ? |                                                           | 1919 - 1973        |
| Afghanistan       |                                                           | Esercito dell'Emirato dell'Afghanistan ?                                                                                       |                                                           | 1880 - 1919        |
| Albania           |                                                           | Esercito albanese Forcat Tokësore Shqipëtare                                                                                   |                                                           | 1991               |
| Albania           |                                                           | Esercito popolare albanese ?                                                                                                   |                                                           | 1946 - 1990        |
| Albania           |                                                           | Reale Esercito albanese Ushtria Mbretërore e Shqipëris                                                                         |                                                           | 1914 - 1939        |
| Algeria           |                                                           | Esercito popolare nazionale الجيش الوطني الشعبي الجزائري (Djaych Watani Chaâbi) (arabo) / Armée nationale populaire (francese) |                                                           | 1962               |
| Angola            |                                                           | Esercito popolare dell'Angola Exército angolano                                                                                |                                                           | 1976               |
| Antigua e Barbuda |                                                           | Reale forza di difesa di Antigua e Barbuda Royal Antigua and Barbuda Defence Force                                             |                                                           | 1981               |
| Arabia Saudita    |                                                           | Reale forza terrestre saudita القوات البرية الملكية السعودية ( ? )                                                             |                                                           | 1902               |
| Argentina         |                                                           | Esercito argentino Ejército argentino                                                                                          |                                                           | 1810               |
| Armenia           |                                                           | Esercito armeno Հայկական Բանակ (Haykakan Banak)                                                                                |                                                           | 1992               |
| Artsakh           |                                                           | Esercito di difesa dell'Artsakh Արցախի Հանրապետության պաշտպանության բանակ (Artsakhi Hanrapetut’yan pashtpanut’yan banak)       |                                                           | 1992               |
| Australia         |                                                           | Esercito australiano Australian Army                                                                                           |                                                           | 1901               |
| Austria           |                                                           | Esercito federale dell'Austria Österreichs Bundesheer                                                                          |                                                           | 1955               |
| Austria           |                                                           | Esercito federale Bundesheer                                                                                                   |                                                           | 1921 - 1938        |
| Austria           |                                                           | Milizia Popolare Volkswehr |                                                           | 1918 - 1921        |
| Azerbaigian       |                                                           | Esercito dell'Azerbaijan Azərbaycan Silahlı Qüvvələri Quru Qoşunları                                                           |                                                           | 1991               |

## B
| Nazione              |                                                           | |                                                           | Anno di fondazione |
| Nazione              | Forze terrestri Nome in lingua originaleAttualePrecedente | Forze terrestri Nome in lingua originaleAttualePrecedente                                                             | Forze terrestri Nome in lingua originaleAttualePrecedente | Anno di fondazione |
| -------------------- | --------------------------------------------------------- | --- | --------------------------------------------------------- | ------------------ |
| Bahamas              |                                                           | Forza di difesa delle Bahamas Royal Bahamas Defence Force                                                             |                                                           | 1981               |
| Bahrein              |                                                           | Reale esercito del Bahrain ?                                                                                          |                                                           | 1977               |
| Bangladesh           |                                                           | Esercito del Bangladesh বাংলাদেশ সেনা বাহিনী (Bānglādēśh Sēnābāhinī)                                                           |                                                           | 1971               |
| Barbados             |                                                           | Forza di difesa delle Barbados Barbados Defence Force                                                                 |                                                           | 1979               |
| Belgio               |                                                           | Componente di terra delle forze armate belghe Composante Terre de l'armée belge (francese) / Landcomponent (olandese) |                                                           | 2002               |
| Belgio               |                                                           | Esercito belga Armée belges                                                                                           |                                                           | 1830 - 2002        |
| Belize               |                                                           | Forza di difesa del Belize Belize Defence Force                                                                       |                                                           | 1983               |
| Benin                |                                                           | Esercito del Benin Armeé de Terre de Benin                                                                            |                                                           | 1975               |
| Benin                |                                                           | Esercito del Dahomey Armeé de Dahomey                                                                                 |                                                           | 1961 - 1975        |
| Bhutan               |                                                           | Reale esercito del Bhutan བསྟན་སྲུང་དམག་སྡེ                                                                                |                                                           | 1950               |
| Bielorussia          |                                                           | Esercito bielorusso Сухапутныя войск ( ? )                                                                            |                                                           | 1992               |
| Bolivia              |                                                           | Esercito boliviano Ejército de Bolivia                                                                                |                                                           | 1810               |
| Bosnia ed Erzegovina |                                                           | Esercito della Bosnia-Erzegovina ? и ПВО (?? i PZO)                                                                   |                                                           | 2007               |
| Bosnia ed Erzegovina |                                                           | Esercito della Federazione di Bosnia ed Erzegovina Vojska Federacije Bosne i Hercegovine                              |                                                           | 1995 - 2006        |
| Bosnia ed Erzegovina |                                                           | Armata della Repubblica di Bosnia ed Erzegovina Armija Republike Bosne i Hercegovine                                  |                                                           | 1992 - 1995        |
| Bosnia ed Erzegovina |                                                           | Esercito della Repubblica Srpska Voǰska Republike Srpske                                                              |                                                           | 1992 - 2006        |
| Botswana             |                                                           | Forza di difesa del Botswana Botswana Defence Force                                                                   |                                                           | 1977               |
| Brasile              |                                                           | Esercito brasiliano Exército Brasileiro                                                                               |                                                           | 1824               |
| Brunei               |                                                           | Reali forze terrestri del Brunei Tentera Darat Diraja Brunei                                                          |                                                           | 1961               |
| Bulgaria             |                                                           | Esercito bulgaro Sukhopŭtni voĭski na Bŭlgariya Сухопътни войски на България                                          |                                                           | 1992               |
| Burkina Faso         |                                                           | Esercito del Burkina Faso Armée de Terre de Burkina Faso                                                              |                                                           | 1960               |
| Burundi              |                                                           | Forza di difesa nazionale del Burundi Force de Defense Nationale de Burundi                                           |                                                           | 1962               |

## C
| Nazione                     |                                                           | |                                                           | Anno di fondazione |
| Nazione                     | Forze terrestri Nome in lingua originaleAttualePrecedente | Forze terrestri Nome in lingua originaleAttualePrecedente                                                  | Forze terrestri Nome in lingua originaleAttualePrecedente | Anno di fondazione |
| --------------------------- | --------------------------------------------------------- | --- | --------------------------------------------------------- | ------------------ |
| Cambogia                    |                                                           | Esercito reale cambogiano កងទ័ពជើងគោក                                                                         |                                                           | 1993               |
| Cambogia                    |                                                           | Esercito popolare cambogiano ?                                                                             |                                                           | 1991 - 1993        |
| Cambogia                    |                                                           | Esercito della Repubblica Popolare di Kampuchea ?                                                          |                                                           | 1979 - 1991        |
| Cambogia                    |                                                           | Esercito popolare rivoluzionario della Kampuchea ?                                                         |                                                           | 1975 - 1979        |
| Cambogia                    |                                                           | Esercito della Repubblica Khmer Armée Nationale Khmère                                                     |                                                           | 1970 - 1975        |
| Cambogia                    |                                                           | Esercito reale cambogiano កងទ័ពជើងគោក                                                                         |                                                           | 1953 - 1970        |
| Camerun                     |                                                           | Esercito camerunese Armée de Terre du Cameroun                                                             |                                                           | 1960               |
| Canada                      |                                                           | Esercito canadese Canadian Army (inglese) / Armée canadienne (francese)                                    |                                                           | 2011               |
| Canada                      |                                                           | Esercito canadese Canadian Forces Land Force Command (inglese) / Armée de terre canadienne (francese)      |                                                           | 1968 - 2011        |
| Canada                      |                                                           | Esercito canadese Canadian Army                                                                            |                                                           | 1940 - 1968        |
| Canada                      |                                                           | Milizia canadese Canadian Militia                                                                          |                                                           | 1867 - 1940        |
| Capo Verde                  |                                                           | Esercito capoverdiano Exército Cabo-verdianas                                                              |                                                           | 1982               |
| Rep. Ceca                   |                                                           | Esercito ceco Pozemní síly AČR                                                                             |                                                           | 1993               |
| Rep. Centrafricana          |                                                           | Esercito centrafricano Armée de Terre Centrafricaine                                                       |                                                           | 1960               |
| Ciad                        |                                                           | Esercito chadiano Armée de Terre Tchadienne                                                                |                                                           | 1973               |
| Cile                        |                                                           | Esercito cileno Ejército de Chile                                                                          |                                                           | 1810               |
| Cina                        |                                                           | Forze di terra dell'Esercito popolare di Liberazione 中国人民解放军陆军 (Zhōngguó Rénmín Jiěfàngjūn Lùjūn) |                                                           | 1927               |
| Repubblica di Cina (Taiwan) |                                                           | Esercito della Repubblica di Cina 中華民國陸軍 (Zhōnghuá Mínguó Lùjūn)                                     |                                                           | 1947               |
| Repubblica di Cina (Taiwan) |                                                           | Esercito rivoluzionario nazionale (Cina) 國民革命軍 (Guómín Gémìng Jūn)                                    |                                                           | 1925 - 1947        |
| Cipro                       |                                                           | Guardia nazionale cipriota Ethnikí Frourá                                                                  |                                                           | 1964               |
| Cipro del Nord              |                                                           | Forze di sicurezza di Cipro del Nord Güvenlik Kuvvetleri Komutanlığı                                       |                                                           | 1976               |
| Colombia                    |                                                           | Esercito nazionale della Colombia Ejército Nacional de Colombia                                            |                                                           | 1819               |
| Comore                      |                                                           | Forza di sicurezza delle Comore Armée nationale de développement                                           |                                                           | c. 1975            |
| Rep. del Congo              |                                                           | Esercito della Repubblica del Congo Armée de Terre de la République du Congo                               |                                                           | 1961               |
| RD del Congo                |                                                           | Esercito nazionale della Repubblica Democratica del Congo Armée Nationale Congolaise                       |                                                           | 1960               |
| RD del Congo                |                                                           | Forza Pubblica Force Publique                                                                              |                                                           | 1885 - 1960        |
| Corea del Nord              |                                                           | Forze di terra dell'Armata popolare della Corea 조선인민군 육군 朝鮮人民軍 陸軍 Joseon-inmingun Yuggun     |                                                           | 1948               |
| Corea del Sud               |                                                           | Esercito della Corea del Sud 대한민국 육군 (大韓民國 陸軍) Daehanminguk Yuk-gun                            |                                                           | 1948               |
| Costa d'Avorio              |                                                           | Esercito della Costa d'Avorio Armée de Terre de la Côte d'Ivoire                                           |                                                           | c. 1960            |
| Costa Rica                  |                                                           | Attualmente lo stato non possiede forze armate terrestri                                                   |                                                           |                    |
| Costa Rica                  |                                                           | Esercito della Costa Rica Ejército de Costa Rica                                                           |                                                           | 1847 - 1948        |
| Croazia                     |                                                           | Esercito croato Hrvatska kopnena vojska                                                                    |                                                           | 1991               |
| Croazia                     |                                                           | Forze armate croate Hrvatske oružane snage                                                                 |                                                           | 1944 - 1945        |
| Croazia                     |                                                           | Guardia interna croata Hrvatsko domobranstvo                                                               |                                                           | 1941 - 1944        |
| Cuba                        |                                                           | Esercito cubano Ejército de Cuba                                                                           |                                                           | 1902               |
| Cuba                        |                                                           | Milizia di truppe territoriali MTT - Milicias de Tropas Territoriales                                      |                                                           | ?                  |
| Cuba                        |                                                           | Esercito giovanile del lavoro EJT - Ejército Juvenil del Trabajo                                           |                                                           | ?                  |

## D
| Nazione         |                                                           |                                                                                          |                                                           | Anno di fondazione |
| Nazione         | Forze terrestri Nome in lingua originaleAttualePrecedente | Forze terrestri Nome in lingua originaleAttualePrecedente                                | Forze terrestri Nome in lingua originaleAttualePrecedente | Anno di fondazione |
| --------------- | --------------------------------------------------------- | ---------------------------------------------------------------------------------------- | --------------------------------------------------------- | ------------------ |
| Danimarca       |                                                           | Esercito reale danese Hæren                                                              |                                                           | 1614               |
| Rep. Dominicana |                                                           | Esercito nazionale della Repubblica Dominicana Ejército Nacional de República Dominicana |                                                           | 1844               |

## E
| Nazione             |                                                           |                                                           |                                                           | Anno di fondazione  |
| Nazione             | Forze terrestri Nome in lingua originaleAttualePrecedente | Forze terrestri Nome in lingua originaleAttualePrecedente | Forze terrestri Nome in lingua originaleAttualePrecedente | Anno di fondazione  |
| ------------------- | --------------------------------------------------------- | --------------------------------------------------------- | --------------------------------------------------------- | ------------------- |
| Ecuador             |                                                           | Esercito ecuadoriano Ejército Ecuatoriano                 |                                                           | 1830                |
| Egitto              |                                                           | Esercito egiziano ?                                       |                                                           | 1830                |
| El Salvador         |                                                           | Esercito salvadoregno Ejército Salvadoreño                |                                                           | 1842                |
| Emirati Arabi Uniti |                                                           | Esercito degli Emirati Arabi Uniti ?                      |                                                           | 1971                |
| Eritrea             |                                                           | Esercito eritreo ?                                        |                                                           | 1994                |
| Estonia             |                                                           | Esercito estone Maavägi                                   |                                                           | 1991 1918 - 1940    |
| Estonia             |                                                           | Lega di difesa estone Kaitseliit                          |                                                           | 1991 1918 - 1940    |
| Etiopia             |                                                           | Esercito etiope ?                                         |                                                           | 1975                |
| Etiopia             |                                                           | Esercito imperiale etiopico ?                             |                                                           | 1946-1975 1917-1935 |

## F
| Nazione   |                                                           |                                                                                            |                                                           | Anno di fondazione |
| Nazione   | Forze terrestri Nome in lingua originaleAttualePrecedente | Forze terrestri Nome in lingua originaleAttualePrecedente                                  | Forze terrestri Nome in lingua originaleAttualePrecedente | Anno di fondazione |
| --------- | --------------------------------------------------------- | ------------------------------------------------------------------------------------------ | --------------------------------------------------------- | ------------------ |
| Figi      |                                                           | Forze armate della Repubblica delle isole Fiji Republic of Fiji Military Forces            |                                                           | 1970               |
| Filippine |                                                           | Esercito filippino Hukbong Katihan ng Pilipinas (filippino) / Ejercito Filipino (spagnolo) |                                                           | 1897               |
| Finlandia |                                                           | Esercito finlandese Maavoimat / Armén (svedese)                                            |                                                           | 1918               |
| Francia   |                                                           | Esercito francese Armée de terre                                                           |                                                           | 1377               |

## G
| Nazione            |                                                           |                                                                                             |                                                           | Anno di fondazione |
| Nazione            | Forze terrestri Nome in lingua originaleAttualePrecedente | Forze terrestri Nome in lingua originaleAttualePrecedente                                   | Forze terrestri Nome in lingua originaleAttualePrecedente | Anno di fondazione |
| ------------------ | --------------------------------------------------------- | ------------------------------------------------------------------------------------------- | --------------------------------------------------------- | ------------------ |
| Gabon              |                                                           | Esercito gabonese Armée de terre gabonaise                                                  |                                                           | 1960               |
| Gambia             |                                                           | Esercito del Gambia Gambian National Army                                                   |                                                           | 1965               |
| Georgia            |                                                           | Esercito georgiano საქართველოს სახმელეთო ძალები ( ? )                                       |                                                           | 1991               |
| Germania           |                                                           | Esercito tedesco Deutsches Heer (Bundeswehr)                                                |                                                           | 1955               |
| Germania           |                                                           | Esercito tedesco Heer                                                                       |                                                           | 1935 - 1945        |
| Germania           |                                                           | Forza di difesa dell'Impero Reichswehr                                                      |                                                           | 1919 - 1935        |
| Germania           |                                                           | Esercito imperiale tedesco Deutsches Heer                                                   |                                                           | 1871 - 1919        |
| Germania           |                                                           | Esercito prussiano Königlich-Preußische Armee                                               |                                                           | 1640 - 1871        |
| Ghana              |                                                           | Esercito ghanese Ghana Army                                                                 |                                                           | 1959               |
| Giamaica           |                                                           | Forza di difesa della Giamaica Jamaica Defence Force                                        |                                                           | 1962               |
| Giappone           |                                                           | Forze terrestri di autodifesa giapponesi 陸上自衛隊 (Rikujō Jieitai)                        |                                                           | 1954               |
| Giappone           |                                                           | Esercito imperiale giapponese 大日本帝國陸軍 (Dai-Nippon Teikoku Rikugun)                   |                                                           | 1867 - 1945        |
| Gibuti             |                                                           | Esercito nazionale del Gibuti Armée National du Djibouti                                    |                                                           | 1977               |
| Giordania          |                                                           | Reale forza terrestre giordana القوّات البرية الاردنيّة (Al-Quwwāt al-Barriyya al-Urdunniyya) |                                                           | 1956               |
| Giordania          |                                                           | Legione araba الجيش العربي (al-Jaysh al-Arabī) / Arab Legion (inglese)                      |                                                           | 1920 - 1956        |
| Grecia             |                                                           | Esercito ellenico Ελληνικός Στρατός (Ellinikós Stratós)                                     |                                                           | 1821               |
| Grenada            |                                                           | attualmente lo Stato non possiede forze armate terrestri                                    |                                                           |                    |
| Grenada            |                                                           | Esercito Rivoluzionario Popolare (Grenada) People's Revolutionary Army (Grenada)            |                                                           | 1979 - 1983        |
| Guatemala          |                                                           | Esercito guatemalteco Ejército Nacional de Guatemala                                        |                                                           | 1821               |
| Guinea             |                                                           | Esercito della Guinea Armée de Terre guinéennes                                             |                                                           | 1959               |
| Guinea-Bissau      |                                                           | Esercito della Guinea-Bissau Exército da Guiné-Bissau                                       |                                                           | 1978               |
| Guinea Equatoriale |                                                           | Esercito della Guinea Equatoriale Ejército de Guinea Ecuatorial                             |                                                           | 1968               |
| Guyana             |                                                           | Forza di difesa della Guyana Guyana Defence Force                                           |                                                           | 1966               |

## H
| Nazione  |                                                           |                                                           |                                                           | Anno di fondazione |
| Nazione  | Forze terrestri Nome in lingua originaleAttualePrecedente | Forze terrestri Nome in lingua originaleAttualePrecedente | Forze terrestri Nome in lingua originaleAttualePrecedente | Anno di fondazione |
| -------- | --------------------------------------------------------- | --------------------------------------------------------- | --------------------------------------------------------- | ------------------ |
| Haiti    |                                                           | attualmente lo Stato non possiede forze armate terrestri  |                                                           |                    |
| Haiti    |                                                           | Esercito haitiano Armée de Terre d'Haïti                  |                                                           | 1803 - 1995        |
| Honduras |                                                           | Esercito honduregno Ejército de Honduras                  |                                                           | 1825               |

## I
| Nazione   |                                                           | |                                                           | Anno di fondazione |
| Nazione   | Forze terrestri Nome in lingua originaleAttualePrecedente | Forze terrestri Nome in lingua originaleAttualePrecedente                                                                       | Forze terrestri Nome in lingua originaleAttualePrecedente | Anno di fondazione |
| --------- | --------------------------------------------------------- | --- | --------------------------------------------------------- | ------------------ |
| India     |                                                           | Esercito indiano भारतीय थलसेना (Bhāratīya Thalsēnā) / Indian Army (inglese)                                                         |                                                           | 1947               |
| Indonesia |                                                           | Esercito indonesiano Tentara Nasional Indonesia Angkatan Darat - TNI–AD                                                         |                                                           | 1945               |
| Iran      |                                                           | Esercito della Repubblica Islamica dell'Iran انیروی زمینی ارتش جمهوری اسلامی ایران ( Nīrūye Zamīnī Artesh Jomhūrī Eslāmī Īrān ) |                                                           | 1979               |
| Iran      |                                                           | Esercito imperiale iraniano نیروی زمینی شاهنشاهی ایران ( Nīrūye Zamīnī Shāhanshāhī Īrān )                                       |                                                           | 1923 - 1979        |
| Iran      |                                                           | Forze di terra del Corpo dei guardiani della rivoluzione islamica Sepāh-e Pāsdārān-e Enqelāb-e Eslāmi                           |                                                           | 1980               |
| Iraq      |                                                           | Esercito iracheno القوة البرية العراقية ( al-Quwwat al-Barriyya al-ʿIrāqiyya )                                                  |                                                           | 1958               |
| Iraq      |                                                           | Reale Esercito iracheno الجيش العراقي الملكي ( al-Jaysh al-ʿIrāqī al-Malikī )                                                   |                                                           | 1921 - 1958        |
| Irlanda   |                                                           | Esercito irlandese Arm na hÉireann (irlandese) / Irish Army (inglese)                                                           |                                                           | 1922               |
| Islanda   |                                                           | Attualmente lo Stato non possiede forze armate terrestri                                                                        |                                                           |                    |
| Israele   |                                                           | Forze di Difesa Israeliane צבא ההגנה לישראל (Tzva HaHagana LeYisra'el) - Tzahal                                                 |                                                           | 1948               |
| Italia    |                                                           | Esercito Italiano - EI |                                                           | 1946               |
| Italia    |                                                           | Regio Esercito |                                                           | 1861 - 1946        |

## K
| Nazione      |                                                           | |                                                           | Anno di fondazione |
| Nazione      | Forze terrestri Nome in lingua originaleAttualePrecedente | Forze terrestri Nome in lingua originaleAttualePrecedente                                                 | Forze terrestri Nome in lingua originaleAttualePrecedente | Anno di fondazione |
| ------------ | --------------------------------------------------------- | --- | --------------------------------------------------------- | ------------------ |
| Kazakistan   |                                                           | Forze terrestri della Repubblica del Kazakistan Qazaqstan Respublikasynyñ Qūrlyq äskerlerı                |                                                           | 1992               |
| Kazakistan   |                                                           | Guardia repubblicana del Kazakistan Qazaqstan Respublikasynyñ Respublikalyq ūlany                         |                                                           | 1992               |
| Kenya        |                                                           | Esercito keniota Kenya Army                                                                               |                                                           | 1964               |
| Kirghizistan |                                                           | Esercito kirghiso ?                                                                                       |                                                           | 1992               |
| Kosovo       |                                                           | Forza di Sicurezza del Kosovo Forca e Sigurisë së Kosovës (albanese) / Косовска безбедносна снага (serbo) |                                                           | 2009               |
| Kuwait       |                                                           | Reale esercito del Kuwait ?                                                                               |                                                           | 1961               |

## L
| Nazione     |                                                           |                                                                                |                                                           | Anno di fondazione |
| Nazione     | Forze terrestri Nome in lingua originaleAttualePrecedente | Forze terrestri Nome in lingua originaleAttualePrecedente                      | Forze terrestri Nome in lingua originaleAttualePrecedente | Anno di fondazione |
| ----------- | --------------------------------------------------------- | ------------------------------------------------------------------------------ | --------------------------------------------------------- | ------------------ |
| Laos        |                                                           | Esercito popolare del Laos ?                                                   |                                                           | 1975               |
| Laos        |                                                           | Esercito Reale del Laos Armée royale du Laos                                   |                                                           | 1952 - 1975        |
| Lesotho     |                                                           | Forza di difesa del Lesotho Lesotho Defence Force                              |                                                           | c.1966             |
| Lettonia    |                                                           | Esercito lettone Sauszemes Spēki                                               |                                                           | 1991 1918 - 1940   |
| Lettonia    |                                                           | Guardia nazionale lettone Zemessardze                                          |                                                           | 1991               |
| Libano      |                                                           | Esercito libanese ?                                                            |                                                           | 1945               |
| Liberia     |                                                           | Esercito liberiano Armed Forces of Liberia                                     |                                                           | 1956               |
| Liberia     |                                                           | Forza di Frontiera liberiana Liberian Frontier Force                           |                                                           | 1908 - 1956        |
| Libia       |                                                           | Esercito libico ?                                                              |                                                           | 1970               |
| Libia       |                                                           | Reale esercito libico ?                                                        |                                                           | 1951 - 1970        |
| Libia       |                                                           | Milizia popolare libica ? (quwwat al-muqawama al-sha’biya)                     |                                                           | 1970               |
| Lituania    |                                                           | Esercito lituano Lietuvos sausumos pajėgos                                     |                                                           | 1991 1918 - 1940   |
| Lituania    |                                                           | Forza Volontaria di Difesa Nazionale lituana Krašto apsaugos savanorių pajėgos |                                                           | 1991               |
| Lussemburgo |                                                           | Esercito del Lussemburgo Lëtzebuerger Arméi                                    |                                                           | 1881               |

## M
| Nazione            |                                                           | |                                                           | Anno di fondazione |
| Nazione            | Forze terrestri Nome in lingua originaleAttualePrecedente | Forze terrestri Nome in lingua originaleAttualePrecedente                                                                 | Forze terrestri Nome in lingua originaleAttualePrecedente | Anno di fondazione |
| ------------------ | --------------------------------------------------------- | --- | --------------------------------------------------------- | ------------------ |
| Macedonia del Nord |                                                           | Esercito della Repubblica di Macedonia Армија на Република Македонија (Armija na Republika Makedonija)                    |                                                           | 1992               |
| Madagascar         |                                                           | Esercito del Madagascar Armée de Terre du Madagascar                                                                      |                                                           | 1960               |
| Malawi             |                                                           | Esercito del Malawi Malawi Army                                                                                           |                                                           | 1966               |
| Maldive            |                                                           | Forza di difesa nazionale delle Maldive ?                                                                                 |                                                           | 1979               |
| Maldive            |                                                           | Guardia Nazionale delle Maldive ?                                                                                         |                                                           | 1892 - 1979        |
| Malaysia           |                                                           | Esercito della Malesia Tentera Darat Malaysia                                                                             |                                                           | 1933               |
| Mali               |                                                           | Esercito del Mali Armée de Terre de la République du Mali                                                                 |                                                           | 1960               |
| Malta              |                                                           | Forze armate maltesi Forzi Armati ta' Malta (maltese) / Armed Forces of Malta (inglese)                                   |                                                           | 1973               |
| Marocco            |                                                           | Regio esercito marocchino Armée royale - الجيش الملك ( al-Jaysh al-Mulki)                                                 |                                                           | 1956               |
| Marocco            |                                                           | Forze ausiliarie Forces auxiliaires - القوات المساعدة (al-Quwwāt al-Musā`idah )                                           |                                                           | 1956               |
| Mauritania         |                                                           | Esercito della Mauritania ?                                                                                               |                                                           | 1961               |
| Messico            |                                                           | Esercito messicano Ejército Méxicano                                                                                      |                                                           | 1884               |
| Moldavia           |                                                           | Esercito moldavo Forțele Terestre ale Republicii Moldova                                                                  |                                                           | 1991               |
| Mongolia           |                                                           | Esercito della Mongolia Монгол Улсын Зэвсэгт хүчний Хуурай замын цэрэг (Mongol Ulsyn Zevsegt hüchniy Huurai zamyn tsereg) |                                                           | 1992               |
| Mongolia           |                                                           | Esercito Popolare Mongolo Монголын Ардын Арми                                                                             |                                                           | 1921 - 1992        |
| Montenegro         |                                                           | Esercito montenegrino ?                                                                                                   |                                                           | 2006 1879-1918     |
| Mozambico          |                                                           | Esercito mozambicano Exército de Moçambique                                                                               |                                                           | c.1975             |
| Myanmar (Birmania) |                                                           | Esercito del Myanmar တပ်မတော် (ကြည်း) (Tatmadaw Kyi)                                                                             |                                                           | 1947               |

## N
| Nazione       |                                                           |                                                                      |                                                           | Anno di fondazione |
| Nazione       | Forze terrestri Nome in lingua originaleAttualePrecedente | Forze terrestri Nome in lingua originaleAttualePrecedente            | Forze terrestri Nome in lingua originaleAttualePrecedente | Anno di fondazione |
| ------------- | --------------------------------------------------------- | -------------------------------------------------------------------- | --------------------------------------------------------- | ------------------ |
| Namibia       |                                                           | Esercito namibiano Namibian Army                                     |                                                           | c. 1990            |
| Nepal         |                                                           | Esercito nepalese नेपाली सेना (Nepali Sena)                               |                                                           | 1768               |
| Nicaragua     |                                                           | Esercito del Nicaragua Ejército de Nicaragua                         |                                                           | 1995               |
| Nicaragua     |                                                           | Esercito Popolare Sandinista Ejército Popular Sandinista             |                                                           | 1979 - 1995        |
| Nicaragua     |                                                           | Guardia Nazionale del Nicaragua Guardia Nacional de Nicaragua        |                                                           | 1909 - 1979        |
| Niger         |                                                           | Esercito del Niger Armée de Terre du Niger                           |                                                           | 1961               |
| Nigeria       |                                                           | Esercito nigeriano Nigerian Army                                     |                                                           | 1960               |
| Norvegia      |                                                           | Reale esercito norvegese Hæren                                       |                                                           | 1628               |
| Norvegia      |                                                           | Guardia Nazionale norvegese Heimevernet                              |                                                           | 1946               |
| Nuova Zelanda |                                                           | Esercito neozelandese New Zealand Army / Ngāti Tumatauenga (māori)   |                                                           | 1950               |
| Nuova Zelanda |                                                           | Forza Permanente Permanent Force                                     |                                                           | 1902 - 1950        |
| Nuova Zelanda |                                                           | Milizia permanente della Nuova Zelanda New Zealand Permanent Militia |                                                           | 1886 - 1902        |

## O
Per l'Olanda, si veda Paesi Bassi alla sezione P sotto.
| Nazione         |                                                           |                                                                         |                                                           | Anno di fondazione |
| Nazione         | Forze terrestri Nome in lingua originaleAttualePrecedente | Forze terrestri Nome in lingua originaleAttualePrecedente               | Forze terrestri Nome in lingua originaleAttualePrecedente | Anno di fondazione |
| --------------- | --------------------------------------------------------- | ----------------------------------------------------------------------- | --------------------------------------------------------- | ------------------ |
| Oman            |                                                           | Reale esercito dell'Oman Al-Quwwat al-Musallahat al-Sultaniat al-Eumany |                                                           | c. 1950            |
| Ossezia del Sud |                                                           | Esercito dell'Ossezia del Sud ?                                         |                                                           | c. 1992            |

## P
| Nazione            |                                                           |                                                                              |                                                           | Anno di fondazione |
| Nazione            | Forze terrestri Nome in lingua originaleAttualePrecedente | Forze terrestri Nome in lingua originaleAttualePrecedente                    | Forze terrestri Nome in lingua originaleAttualePrecedente | Anno di fondazione |
| ------------------ | --------------------------------------------------------- | ---------------------------------------------------------------------------- | --------------------------------------------------------- | ------------------ |
| Paesi Bassi        |                                                           | Reale esercito olandese Koninklijke Landmacht                                |                                                           | 1814               |
| Paesi Bassi        |                                                           | Esercito degli Stati Staatse leger                                           |                                                           | 1572 - 1795        |
| Pakistan           |                                                           | Esercito pakistano پاک فوج (Pak Fouj) (urdu) / Pakistani Army - PA (inglese) |                                                           | 1947               |
| Panama             |                                                           | attualmente lo Stato non possiede forze armate terrestri                     |                                                           |                    |
| Panama             |                                                           | Forze di difesa di Panamá Fuerzas de Defensa de Panamá- FDP                  |                                                           | 1984 - 1990        |
| Panama             |                                                           | Guardia nazionale Guardia Nacional                                           |                                                           | 1958-1984          |
| Papua Nuova Guinea |                                                           | Forza di difesa di Papua Nuova Guinea Papua New Guinea Defence Force         |                                                           | 1974               |
| Paraguay           |                                                           | Esercito paraguaiano Ejército Paraguayo                                      |                                                           | 1811               |
| Perù               |                                                           | Esercito peruviano Ejército del Perú                                         |                                                           | 1821               |
| Polonia            |                                                           | Esercito polacco Wojska Lądowe                                               |                                                           | 1945 1918 - 1939   |
| Portogallo         |                                                           | Esercito portoghese Exército Português                                       |                                                           | XII secolo         |

## Q
| Nazione |                                                           |                                                           |                                                           | Anno di fondazione |
| Nazione | Forze terrestri Nome in lingua originaleAttualePrecedente | Forze terrestri Nome in lingua originaleAttualePrecedente | Forze terrestri Nome in lingua originaleAttualePrecedente | Anno di fondazione |
| ------- | --------------------------------------------------------- | --------------------------------------------------------- | --------------------------------------------------------- | ------------------ |
| Qatar   |                                                           | Esercito dell'Emirato del Qatar ?                         |                                                           | 1968               |

## R
| Nazione     |                                                           | |                                                           | Anno di fondazione |
| Nazione     | Forze terrestri Nome in lingua originaleAttualePrecedente | Forze terrestri Nome in lingua originaleAttualePrecedente                                                                    | Forze terrestri Nome in lingua originaleAttualePrecedente | Anno di fondazione |
| ----------- | --------------------------------------------------------- | --- | --------------------------------------------------------- | ------------------ |
| Regno Unito |                                                           | Esercito britannico British Army                                                                                             |                                                           | 1707               |
| Regno Unito |                                                           | Esercito del Regno di Scozia Scottish Army                                                                                   |                                                           | c. 1650-1707       |
| Regno Unito |                                                           | Esercito del Regno d'Inghilterra English Army - New Model Army                                                               |                                                           | 1645-1707          |
| Romania     |                                                           | Esercito rumeno Forțele Terestre Române                                                                                      |                                                           | 1989               |
| Romania     |                                                           | Esercito della Repubblica socialista della Romania Forțele Terestre ale Republicii Socialiste Română                         |                                                           | 1945 - 1989        |
| Romania     |                                                           | Reale esercito rumeno Forțele Terestre Regale ale României                                                                   |                                                           | 1860 - 1944        |
| Ruanda      |                                                           | Forza di Difesa del Ruanda Ingabo z'u Rwanda                                                                                 |                                                           | 1962               |
| Russia      |                                                           | Forze terrestri della Federazione Russa Сухопутные войска Российской Федерации (Suchoputnye Vojska Rossíjskoj Federácii)     |                                                           | 1991               |
| Russia      |                                                           | Armata Rossa dei Lavoratori e dei Contadini Рабоче-Крестьянская Красная Армия (Raboče-Krest'janskaja Krasnaja Armija) - RKKA |                                                           | 1918 - 1991        |
| Russia      |                                                           | Esercito imperiale russo Русская императорская армия ( ? )                                                                   |                                                           | 1721 - 1917        |
| Russia      |                                                           | Truppe aerotrasportate russe Воздушно-десантные войска (Vozdušno-desantnye vojska) - VDV                                     |                                                           | 1937               |

## S
| Nazione             |                                                           |                                                                                                   |                                                           | Anno di fondazione |
| Nazione             | Forze terrestri Nome in lingua originaleAttualePrecedente | Forze terrestri Nome in lingua originaleAttualePrecedente                                         | Forze terrestri Nome in lingua originaleAttualePrecedente | Anno di fondazione |
| ------------------- | --------------------------------------------------------- | ------------------------------------------------------------------------------------------------- | --------------------------------------------------------- | ------------------ |
| Saint Kitts e Nevis |                                                           | Forza di difesa di Saint Kitts e Nevis Saint Kitts and Nevis Defence Force                        |                                                           | 1896               |
| São Tomé e Príncipe |                                                           | Esercito di São Tomé e Príncipe Exército de São Tomé e Príncipe                                   |                                                           | c. 1975            |
| Senegal             |                                                           | Esercito senegalese Armée de Terre du Sénégal                                                     |                                                           | 1960               |
| Serbia              |                                                           | Esercito serbo Копнена Војска (Kopnena Vojska Srbije)                                             |                                                           | 2006 1897-1918     |
| Seychelles          |                                                           | Esercito delle Seychelles Army of Seychelles                                                      |                                                           | c. 1976            |
| Sierra Leone        |                                                           | Esercito della Sierra Leone Republic of Sierra Leone Armed Forces - Army                          |                                                           | 1961               |
| Singapore           |                                                           | Esercito di Singapore Tentera Singapura (malese) / 新加坡陆军部队 (cinese) / சிங்கப்பூர் தரைப்படை (tamil) |                                                           | 1957               |
| Siria               |                                                           | Esercito arabo siriano Al-Jaysh al-'Arabî as-Suri                                                 |                                                           | 1946               |
| Slovacchia          |                                                           | Forze terrestri della Repubblica slovacca Pozemné sily Slovenskej republiky                       |                                                           | 1993 1939-1945     |
| Slovenia            |                                                           | Esercito sloveno Slovenska vojska                                                                 |                                                           | 1993               |
| Slovenia            |                                                           | Forza di difesa territoriale slovena Teritorialna obramba Republike Slovenije                     |                                                           | 1990 - 1993        |
| Somalia             |                                                           | Esercito nazionale somalo ?                                                                       |                                                           | 2009 1960 - 1991   |
| Somaliland          |                                                           | Esercito del Somaliland ?                                                                         |                                                           | c. 1991            |
| Spagna              |                                                           | Esercito spagnolo Ejército de Tierra                                                              |                                                           | XV secolo          |
| Spagna              |                                                           | Esercito Popolare Repubblicano Ejército Popular de la República (E.P.R.)                          |                                                           | 1936 - 1939        |
| Spagna              |                                                           | Guardia Reale spagnola Guardia Real                                                               |                                                           | VIII secolo        |
| Sri Lanka           |                                                           | Esercito dello Sri Lanka ?                                                                        |                                                           | 1972               |
| Sri Lanka           |                                                           | Esercito di Ceylon ?                                                                              |                                                           | 1949 - 1972        |
| Stati Uniti         |                                                           | Esercito degli Stati Uniti d'America United States Army - U.S. Army                               |                                                           | 1775               |
| Sudafrica           |                                                           | Esercito sudafricano South African Army (inglese) / Suid-Afrikaanse Leër (afrikaans)              |                                                           | 1910               |
| Sudan               |                                                           | Esercito sudanese ?                                                                               |                                                           | 1956               |
| Sudan               |                                                           | Forza di difesa sudanese Sudan Defence Force                                                      |                                                           | 1925 - 1956        |
| Sudan del Sud       |                                                           | Esercito sudanese di liberazione popolare Sudan People's Liberation Army                          |                                                           | 2011               |
| Suriname            |                                                           | Esercito del Suriname Surinaamse Leger                                                            |                                                           | 1975               |
| Svezia              |                                                           | Esercito svedese Svenska Armén                                                                    |                                                           | 1521               |
| Svizzera            |                                                           | Esercito svizzero Schweizer Armee (tedesco) / Armée Suisses (francese) / Armada svizra (romancio) |                                                           | 1848               |
| eSwatini            |                                                           | Esercito dello Swaziland Swazi Army                                                               |                                                           | c. 1968            |

## T
Per Taiwan, si veda Repubblica di Cina (Taiwan) alla sezione C sopra.
| Nazione           |                                                           | |                                                           | Anno di fondazione |
| Nazione           | Forze terrestri Nome in lingua originaleAttualePrecedente | Forze terrestri Nome in lingua originaleAttualePrecedente                                                       | Forze terrestri Nome in lingua originaleAttualePrecedente | Anno di fondazione |
| ----------------- | --------------------------------------------------------- | --- | --------------------------------------------------------- | ------------------ |
| Tagikistan        |                                                           | Esercito del Tagikistan ?                                                                                       |                                                           | 1994               |
| Tanzania          |                                                           | Forza di difesa del popolo della Tanzania Jeshi la Wananchi la Tanzania - JWTZ                                  |                                                           | 1964               |
| Thailandia        |                                                           | Reale Esercito Thailandese กองทัพบกไทย (Kongthap Bok Thai)                                                       |                                                           | 1874               |
| Timor Est         |                                                           | Forze di difesa di Timor Est Forças de Defesa de Timor Leste (portoghese) / Forcas Defesa Timor Lorosae (tetum) |                                                           | 2001               |
| Togo              |                                                           | Esercito del Togo Armée de terre togolaise                                                                      |                                                           | 1960               |
| Tonga             |                                                           | Servizi di difesa di Tonga Tonga Defence Services                                                               |                                                           | 1939               |
| Transnistria      |                                                           | Esercito della Transnistria ?                                                                                   |                                                           | 1991               |
| Trinidad e Tobago |                                                           | Forza di difesa di Trinidad e Tobago Trinidad and Tobago Defence Force                                          |                                                           | 1962               |
| Tunisia           |                                                           | Esercito tunisino ?                                                                                             |                                                           | 1956               |
| Turchia           |                                                           | Esercito turco Türk Kara Kuvvetleri                                                                             |                                                           | 1920               |
| Turkmenistan      |                                                           | Esercito del Turkmenistan ?                                                                                     |                                                           | c. 1992            |

## U
| Nazione    |                                                           |                                                                                               |                                                           | Anno di fondazione |
| Nazione    | Forze terrestri Nome in lingua originaleAttualePrecedente | Forze terrestri Nome in lingua originaleAttualePrecedente                                     | Forze terrestri Nome in lingua originaleAttualePrecedente | Anno di fondazione |
| ---------- | --------------------------------------------------------- | --------------------------------------------------------------------------------------------- | --------------------------------------------------------- | ------------------ |
| Ucraina    |                                                           | Esercito ucraino Cухопутні Війська ЗСУ (Sukhoputni Viys’ka ZSU)                               |                                                           | 1992               |
| Ucraina    |                                                           | Esercito Popolare ucraino Армія Української Народної Республіки ( ? )                         |                                                           | 1917 - 1920        |
| Ucraina    |                                                           | Esercito della Galizia ucraina Українська Галицька Армія (Ukrayins’ka Halyts’ka Armiya) - UHA |                                                           | 1918 - 1919        |
| Ucraina    |                                                           | Guardia nazionale Національна гвардія України(Natsionalna hvardiya Ukrayiny)                  |                                                           | XXI secolo         |
| Uganda     |                                                           | Esercito ugandese Uganda People's Defence Force - Land Force                                  |                                                           | 1964               |
| Ungheria   |                                                           | Esercito ungherese Magyar Honvédség                                                           |                                                           | 1991               |
| Ungheria   |                                                           | Esercito Popolare ungherese Magyar Néphadsereg                                                |                                                           | 1945 - 1990        |
| Ungheria   |                                                           | Regio esercito ungherese Magyar királyi honvédség                                             |                                                           | 1922 - 1945        |
| Ungheria   |                                                           | Esercito nazionale ungherese Nemzeti Hadsereg                                                 |                                                           | 1919 - 1922        |
| Uruguay    |                                                           | Esercito uruguaiano Ejército Nacional                                                         |                                                           | 1828               |
| Uzbekistan |                                                           | Esercito dell'Uzbekistan ?                                                                    |                                                           | 1992               |

## V
| Nazione   |                                                           |                                                                                 |                                                           | Anno di fondazione |
| Nazione   | Forze terrestri Nome in lingua originaleAttualePrecedente | Forze terrestri Nome in lingua originaleAttualePrecedente                       | Forze terrestri Nome in lingua originaleAttualePrecedente | Anno di fondazione |
| --------- | --------------------------------------------------------- | ------------------------------------------------------------------------------- | --------------------------------------------------------- | ------------------ |
| Venezuela |                                                           | Esercito venezuelano Ejército Nacional de la República Bolivariana de Venezuela |                                                           | 1810               |
| Venezuela |                                                           | Guardia nazionale venezuelana Fuerzas Armadas de Cooperación                    |                                                           | 1937               |
| Vietnam   |                                                           | Forze di terra vietnamite Lục quân                                              |                                                           | 1944               |

## Y
| Nazione |                                                           |                                                           |                                                           | Anno di fondazione |
| Nazione | Forze terrestri Nome in lingua originaleAttualePrecedente | Forze terrestri Nome in lingua originaleAttualePrecedente | Forze terrestri Nome in lingua originaleAttualePrecedente | Anno di fondazione |
| ------- | --------------------------------------------------------- | --------------------------------------------------------- | --------------------------------------------------------- | ------------------ |
| Yemen   |                                                           | Esercito yemenita ?                                       |                                                           | 1990               |

## Z
| Nazione  |                                                           |                                                           |                                                           | Anno di fondazione |
| Nazione  | Forze terrestri Nome in lingua originaleAttualePrecedente | Forze terrestri Nome in lingua originaleAttualePrecedente | Forze terrestri Nome in lingua originaleAttualePrecedente | Anno di fondazione |
| -------- | --------------------------------------------------------- | --------------------------------------------------------- | --------------------------------------------------------- | ------------------ |
| Zambia   |                                                           | Esercito dello Zambia Zambian Army                        |                                                           | 1964               |
| Zimbabwe |                                                           | Esercito dello Zimbabwe Zimbabwe National Army            |                                                           | 1980               |
| Zimbabwe |                                                           | Esercito della Rhodesia Rhodesian Army                    |                                                           | 1965 - 1979        |

## Nazioni non più esistenti
| Nazione                          |                                                           | |                                                           | Anno di fondazione |
| Nazione                          | Forze terrestri Nome in lingua originaleAttualePrecedente | Forze terrestri Nome in lingua originaleAttualePrecedente                                                                     | Forze terrestri Nome in lingua originaleAttualePrecedente | Anno di fondazione |
| -------------------------------- | --------------------------------------------------------- | --- | --------------------------------------------------------- | ------------------ |
| Austria-Ungheria                 |                                                           | Imperial regio Esercito austro-ungarico kaiserliche und königliche Armee (tedesco) / császári és királyi hadsereg (ungherese) |                                                           | 1867 - 1918        |
| Biafra                           |                                                           | Esercito del Biafra ? / Biafran Army (inglese)                                                                                |                                                           | 1967 - 1970        |
| Due Sicilie                      |                                                           | Reale esercito di sua maestà il re del Regno delle Due Sicilie                                                                |                                                           | 1734 - 1860        |
| Cecoslovacchia                   |                                                           | Esercito popolare cecoslovacco Československá lidová armáda                                                                   |                                                           | 1945 - 1990        |
| Cecoslovacchia                   |                                                           | Esercito cecoslovacco Československá armáda                                                                                   |                                                           | 1918 - 1939        |
| Germania Est                     |                                                           | Forze di terra dell'Esercito popolare nazionale della Germania Orientale Landstreitkräfte der NVA                             |                                                           | 1972 - 1990        |
| Germania Est                     |                                                           | Polizia popolare da caserma Kasernierte Volkspolizei                                                                          |                                                           | 1948 - 1972        |
| Governo dell'India Libera        |                                                           | Esercito nazionale indiano आज़ाद हिन्द फ़ौज (Azad Hind Fauj)                                                                        |                                                           | 1942 - 1945        |
| Jugoslavia Serbia e Montenegro   |                                                           | Esercito della Serbia e Montenegro Војске Србије и Црне Горе (Vojske Srbije i Crne Gore)                                      |                                                           | 2003-2006          |
| Jugoslavia Serbia e Montenegro   |                                                           | Forze Terrestri dell'Esercito Popolare Jugoslavo Копнена Војска (Kopnena Vojska)                                              |                                                           | 1945 - 2003        |
| Jugoslavia Serbia e Montenegro   |                                                           | Reale esercito jugoslavo Југословенске Краљевске Армије (Kraljevska jugoslavenska vojska)                                     |                                                           | 1918 - 1941        |
| Manciukuò                        |                                                           | Esercito imperiale del Manciukuò ?                                                                                            |                                                           | 1932 - 1945        |
| Mengjiang                        |                                                           | Esercito nazionale del Mengjiang ?                                                                                            |                                                           | 1936 - 1945        |
| Impero ottomano                  |                                                           | Esercito ottomano Osmanlı İmparatorluğu Ordusu                                                                                |                                                           | XIII secolo - 1920 |
| Protettorato di Boemia e Moravia |                                                           | Esercito governativo Vládní vojsko Regierungstruppen                                                                          |                                                           | 1939-1945          |
| Repubblica del Texas             |                                                           | Esercito texano Texian Army                                                                                                   |                                                           | 1836 - 1846        |
| Repubblica Sociale Italiana      |                                                           | Esercito Nazionale Repubblicano - ENR                                                                                         |                                                           | 1943 - 1945        |
| Stati Confederati d'America      |                                                           | Esercito degli Stati Confederati d'America Confederate States Army                                                            |                                                           | 1861 - 1865        |
| Stato Pontificio                 |                                                           | Esercito dello Stato della Chiesa                                                                                             |                                                           | XI secolo - 1870   |
| Unione Sovietica                 |                                                           | Armata Rossa dei lavoratori e dei contadini Рабоче-Крестьянская Красная Армия (Raboče-Krest'janskaja Krasnaja Armija) - RKKA  |                                                           | 1918 - 1991        |
| Vietnam del Sud                  |                                                           | Esercito della Repubblica del Vietnam Lục quân Việt Nam Cộng hòa / Army of the Republic of Vietnam - ARVN                     |                                                           | 1954 - 1975        |
| Yemen del Nord                   |                                                           | Esercito della Repubblica Araba dello Yemen ?                                                                                 |                                                           | 1962 - 1990        |
| Yemen del Sud                    |                                                           | Esercito della Repubblica Democratica Popolare dello Yemen ?                                                                  |                                                           | 1967 - 1990        |